# Kaźmierówka (województwo wielkopolskie)
Kaźmierówka – wieś w Polsce, w województwie wielkopolskim, w powiecie czarnkowsko-trzcianeckim, w gminie Czarnków.
Do 31 grudnia 2024 miejscowość była częścią wsi Jędrzejewo.